# Inmaculada Concepción de Popayán
La Inmaculada Concepción, también conocida como Virgen del Apocalipsis, Limpia e Inmaculada Apocalíptica o Nuestra Señora Alada del Apocalipsis, es una advocación mariana que es venerada en la ciudad de Popayán, departamento del Cauca en Colombia. La imagen original y sus posteriores réplicas fueron realizadas en el siglo XVIII por el círculo artístico del afamado escultor quiteño Bernardo de Legarda, tomando como modelo a la conocida Virgen de Quito que ya era muy venerada por esos días en la Iglesia de San Francisco de la misma ciudad.
No se le debe confundir con Nuestra Señora de la Asunción de Popayán, quien fue la primera patrona de la ciudad y lo es aún de la Catedral. Ya que durante mucho tiempo se adjudicó a la Inmaculada este título, lo cual es erróneo ya que son advocaciones distintas (Una representando el comienzo de su vida y la otra la culminación de la misma) y de autoría diferente (siendo una de Manuel Chili Caspicara y otra de Bernardo de Legarda).
Actualmente la imagen original se encuentra custodiada en el Museo Arquidiocesano de Arte Religioso de Popayán, mientras que una réplica exacta se ubica en la capilla occidental de la Catedral de Nuestra Señora de la Asunción, en tanto otra copia de tamaño natural es venerada en la Iglesia de San Francisco, por su parte, una talla de dimensiones reducidas se ubica en el altar mayor de la Ermita de Jesús Nazareno.

## Historia

### Antecedentes
Con la fundación de Popayán y su consagración a la Santísima Virgen María en la advocación de la Asunción empezaron a llegar las distintas órdenes religiosas, iniciando en la creciente población el surgimiento de diversas cofradías a su vez que se alentaba la adquisición de imágenes de culto a los nacientes templos que se iban levantando poco a poco en el centro.
Fue así que se fundó la Cofradía de la Limpia e Inmaculada Concepción en 1551 a fines del siglo XVI, estableciendo su sede en la Catedral de Nuestra Señora de la Asunción.Del mismo modo, hacia el año de 1577 se asentaron en la ciudad los franciscanos dirigidos por fray Jodoco Ricke, quienes ya profesaban una singular devoción a la Virgen María en las advocaciones de Nuestra Señora de los Ángeles o la Pura Concepción, por lo que fueron extendiendo el fervor mariano a las comunidades que se les había encomendado su evangelización. 

### SigloXVIII
Al extenderse por toda la Real Audiencia la fama y devoción a la Virgen de Quito, quien fuese la obra maestra de Bernardo de Legarda y uno de los mejores ejemplos de la Escuela Quiteña de arte, también llegó a ser muy conocida en Popayán, por lo que se encargó al círculo del maestro escultor una réplica en tamaño natural, realizándose el pedido en su taller que quedaba colindando con el Monasterio Franciscano quiteño y arribando a la ciudad blanca poco tiempo después. Causando un gran asombro por su belleza, detalles y calidad en su elaboración, recibiendo de inmediato una gran veneración por la ciudadanía, tanto fue así que en breve fueron llegando otras copias de la imagen pero de menos proporciones a otros templos del centro histórico y sus alrededores.

### SigloXIX
Ya a fines del siglo XIX, concretamente el 8 de diciembre de 1854, el dogma de la Inmaculada Concepción de María fue definido y proclamado por Su Santidad Papa Pío IX por medio de su bula Ineffabilis Deus con las siguientes declaraciones:

[...] Para honra de la Santísima Trinidad, para la alegría de la Iglesia católica, con la autoridad de nuestro Señor Jesucristo, con la de los Santos Apóstoles Pedro y Pablo y con la nuestra: declaramos, afirmamos y definimos que ha sido revelada por Dios, y de consiguiente, que debe ser creída firme y constantemente por todos los fieles, la doctrina que sostiene que la santísima Virgen María fue preservada inmune de toda mancha de culpa original, en el primer instante de su concepción, por singular gracia y privilegio de Dios omnipotente, en atención a los méritos de Jesucristo, salvador del género humano. Por lo cual, si alguno tuviere la temeridad, lo cual Dios no permita, de dudar en su corazón lo que por Nos ha sido definido, sepa y entienda que su propio juicio lo condena, que su fe ha naufragado y que ha caído de la unidad de la Iglesia y que si además osaren manifestar de palabra o por escrito o de otra cualquiera manera externa lo que sintieren en su corazón, por lo mismo quedan sujetos a las penas establecidas por el derecho
Bula Ineffabilis Deus.

Declarándose también el 8 de diciembre como la Solemnidad y Festividad de la Inmaculada Concepción, con estas proclamaciones en todo el mundo se celebraron grandes fiestas en honor a esta advocación y Popayán no fue la excepción, arraigándose aun más la devoción a la Santísima Virgen, a pesar de la disolución de su cofradía con el paso del tiempo.

### Veneración Actual
Hoy en día, la imagen original de Nuestra Señora Alada del Apocalipsis es resguardada en el Museo Arquidiocesano de Arte Religioso después de ser venerada durante mucho tiempo en la Iglesia de Nuestra Señora de las Gracias o de San Francisco de Popayán. Ubicándose ahora en la Sala Legarda del segundo piso del museo, donde cada día propios y turistas la visitan para contemplar su belleza y conocer más de la historia del arte de la ciudad. Una copia de tamaño natural de fines del siglo XX obra de Alcides Montesdeoca, aún sigue recibiendo veneración en el primer altar lateral de la nave derecha en la Iglesia de San Francisco de Asís a quien se le dedican festividades en el mes de diciembre.  
En la Catedral de Popayán, se venera una reproducción del siglo XVIII a escala similar a la original en la capilla auxiliar en la nave oriente de la basílica, flanqueada por imágenes barrocas de sus padres San Joaquín y Santa Ana. 

La Ermita de Jesús Nazareno en su retablo mayor se ubica una imagen de dimensiones reducidas de la Inmaculada de Legarda en la hornacina del lado izquierdo de la talla del Amo Jesús Nazareno.

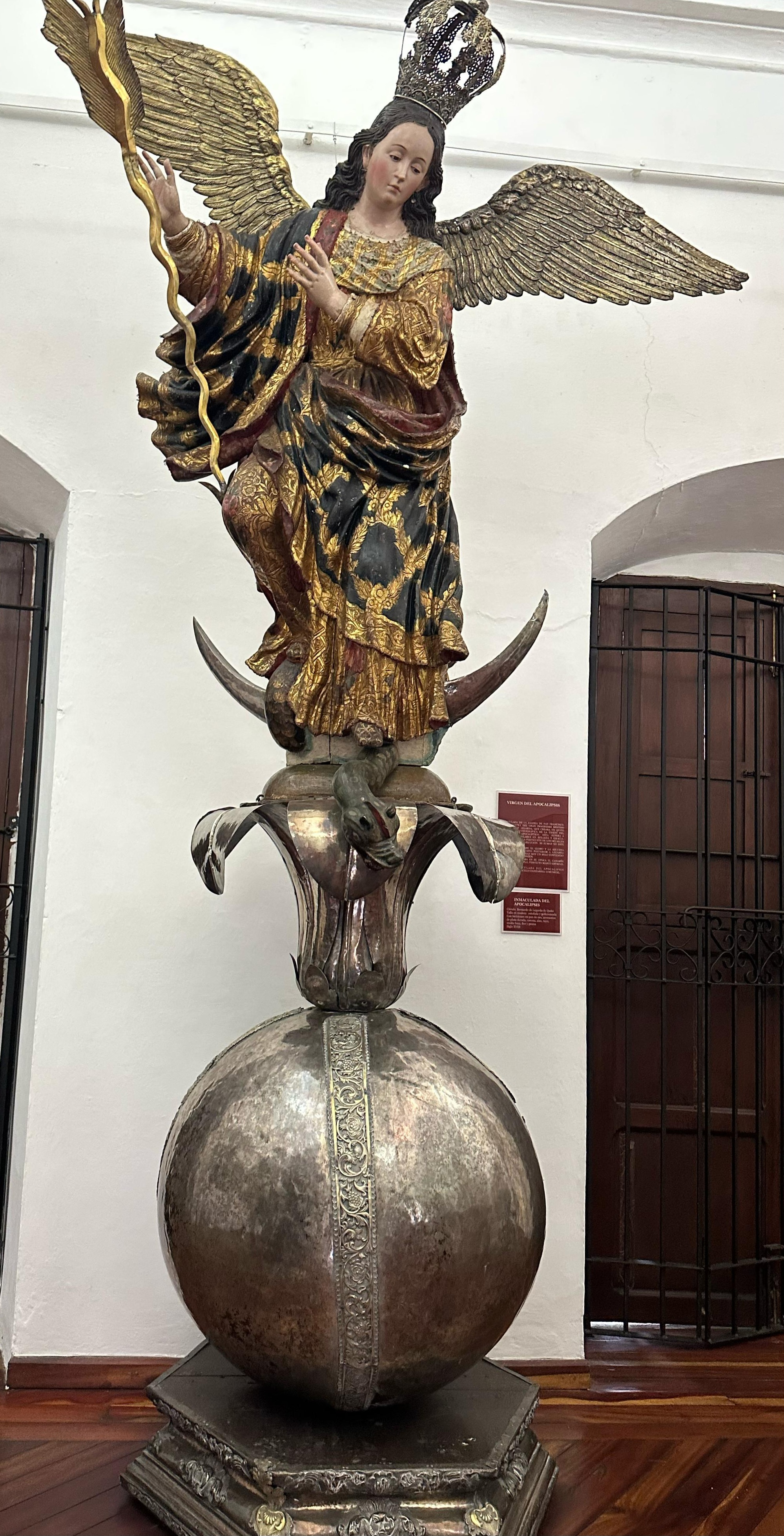
Imagen original expuesta en el Museo de Arte Religioso de Popayán
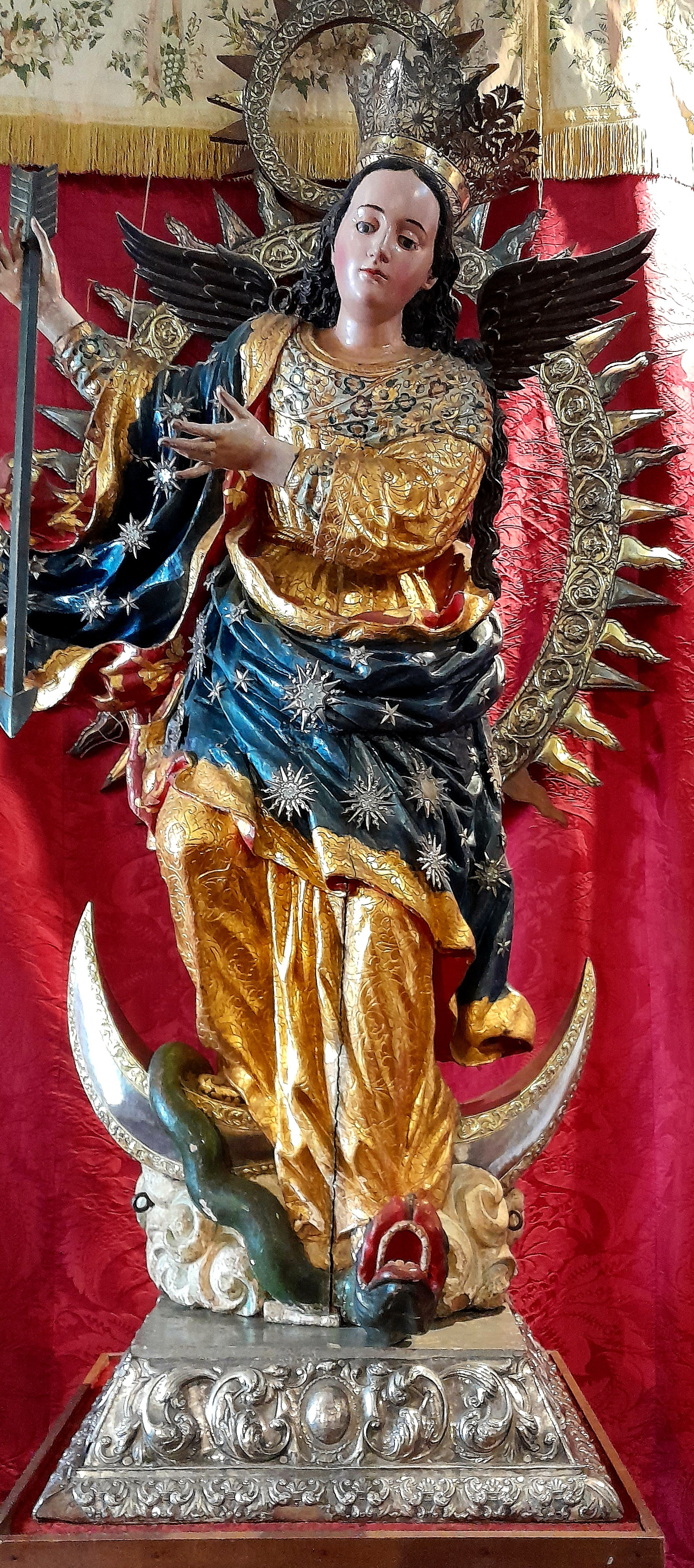
Réplica de la obra original, ubicada en el Auditorio del Museo
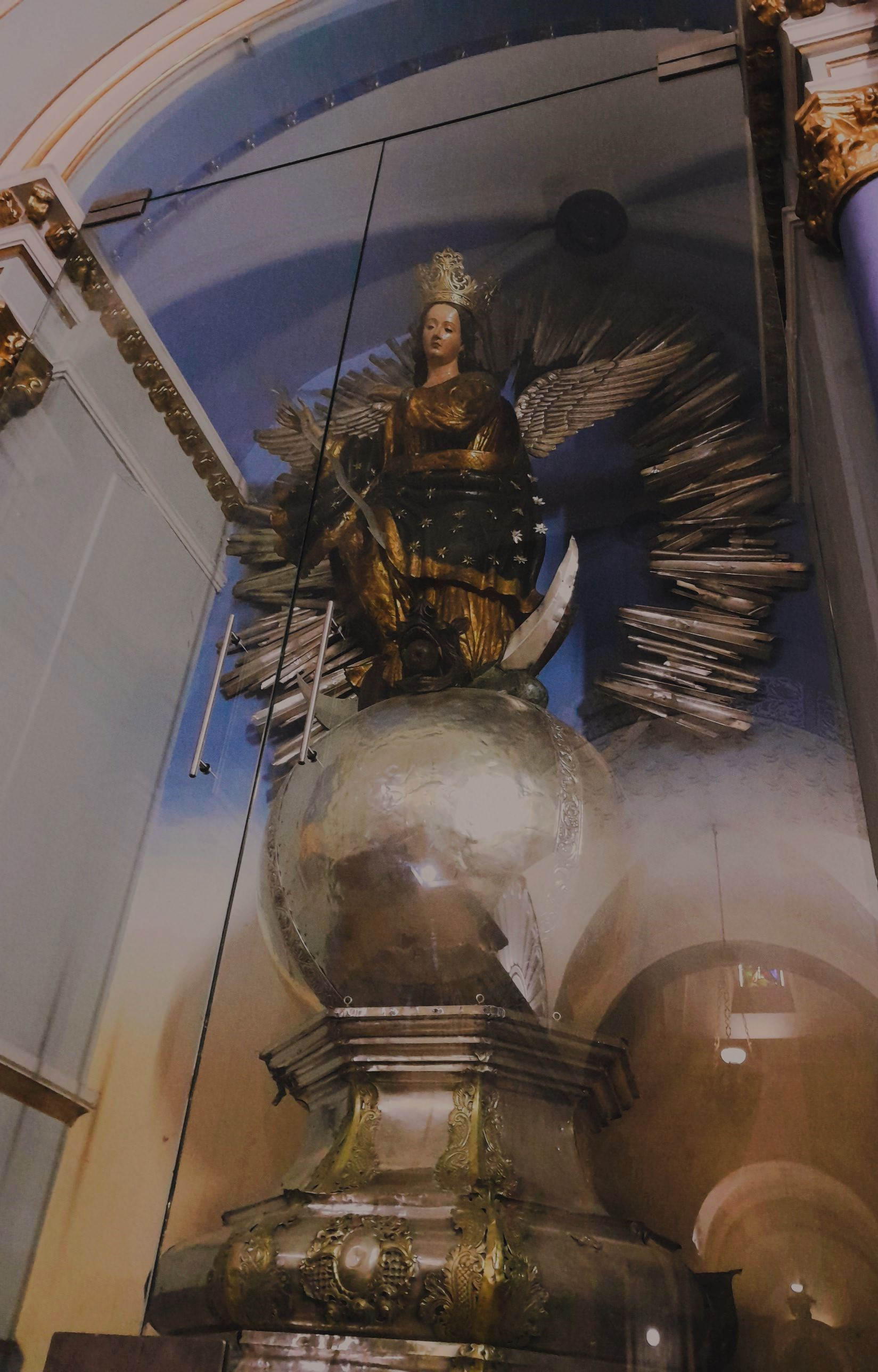
Réplica de la Inmaculada original venerada en la Catedral de Popayán.
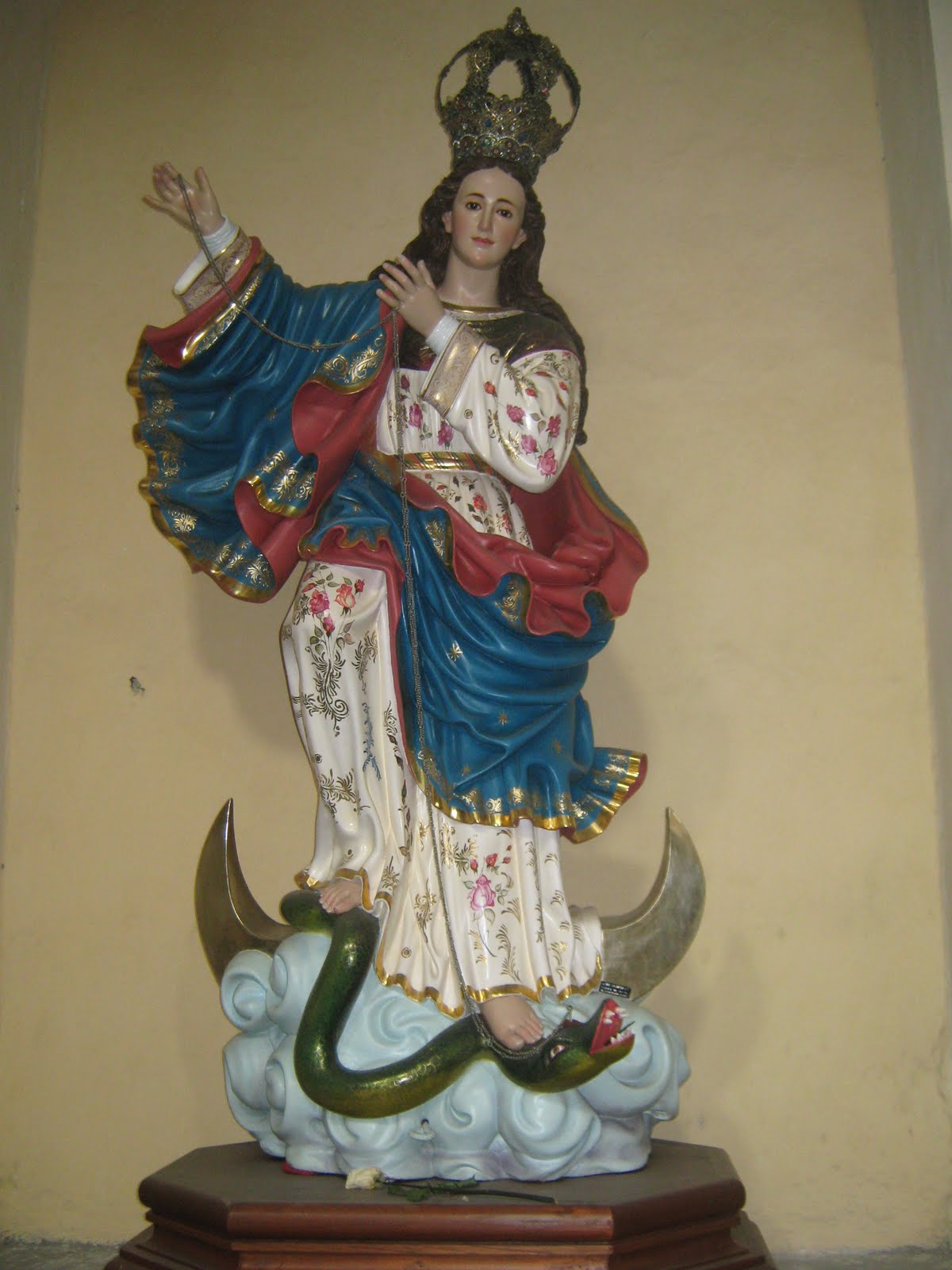
Réplica tamaño natural obra de Alcides Montesdeoca venerada en la Iglesia de San Francisco.
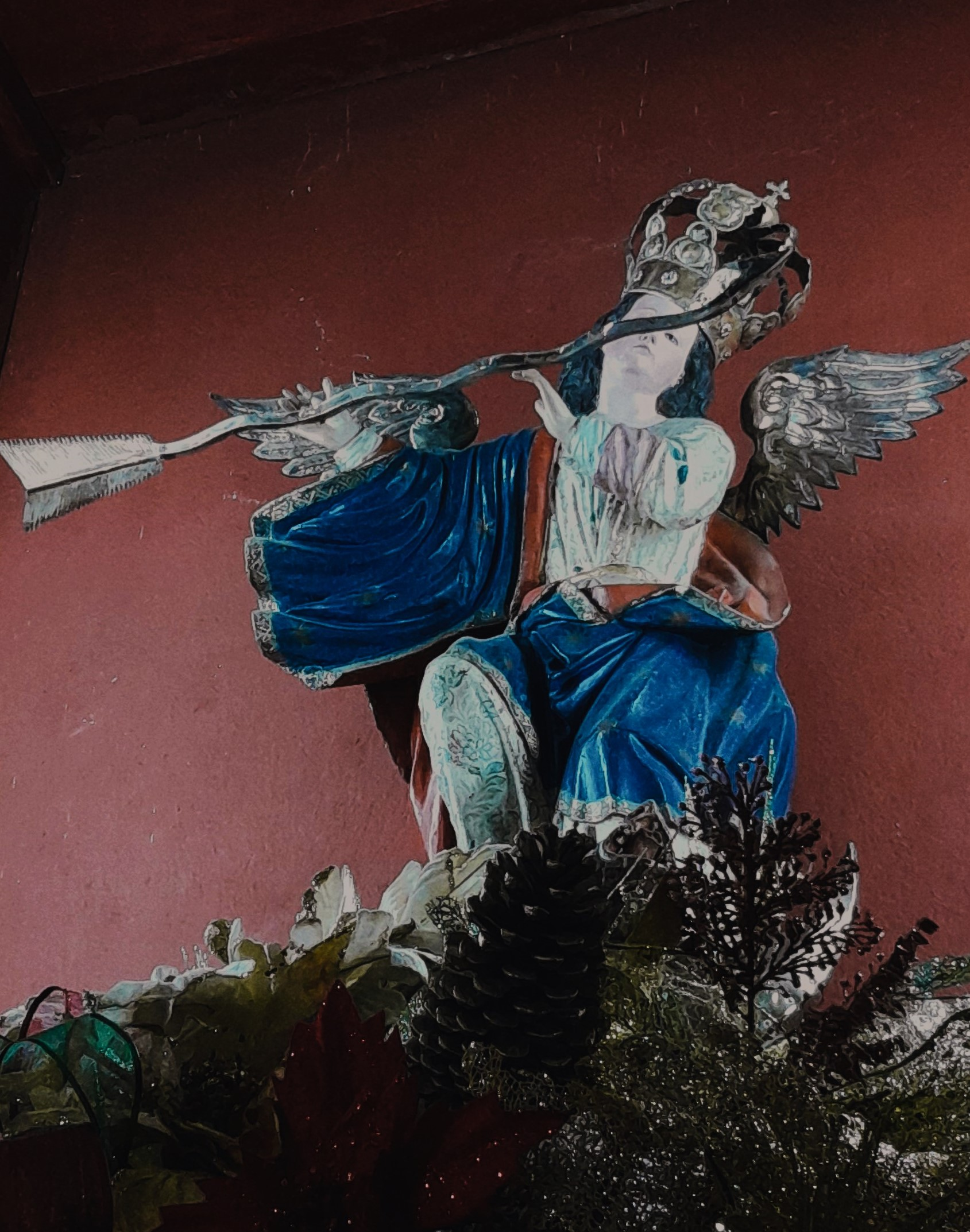
Réplica de dimensiones reducidas venerada en la Ermita de Jesús Nazareno.

## Características
La imagen representa a la Santísima Virgen María en el momento de su concepción que según la Iglesia Católica fue salvada de toda mancha del pecado original con que desde Adán y su descendencia fueron marcados, con el fin de ser la madre del único y verdadero Dios hecho hombre, Jesucristo.
Concretamente, la Virgen representa el pasaje bíblico referido en el capítulo 12 del libro del Apocalipsis:

Apareció en el cielo una señal grandiosa: una mujer, vestida del sol, con la luna bajo sus pies y una corona de doce estrellas sobre su cabeza.
Biblia Latinoamericana 

La inmaculada presenta un vestido policromado y estofado con pan de oro con un manto color blanco que simboliza su pureza, sobre el cual se halla una túnica de color azul tachonado de estrellas doradas representando su título de Reina de los Cielos, estando suspendida sobre una nube con una postura danzarina, con la luna bajo sus pies y alas de plata saliendo de su espalda. En la mano derecha la Virgen muestra elevada una lanza en forma de rayo que apunta directo hacia la serpiente encadenada que tiene a sus pies y que su mano izquierda reprende.
Sobre la cabeza de María está una corona de oro con piedras preciosas y hacia su posterior hay un resplandor de rayos plateados, algo muy típicos en las virgenes de Popayán. Todo el conjunto se alza sobre un pedestal formado por un globo terráqueo y una flor de loto en plata realizados por los maestros orfebres de la Escuela Payanesa del siglo XVIII.
Como rasgo muy característico de las vírgenes de Legarda, este artista usó a una de sus sobrinas como modelo para dotar a las imágenes de un toque juvenil y de doncella.

## Festividad de la Inmaculada Concepción
La Fiesta en honor a la Inmaculada Concepción en Popayán actuales fueron establecidas hacia el año 1998, en un intento de recuperar las antiguas festividades coloniales que con el paso del tiempo y la poca salvaguarda se perdieron al igual que la disuelta Cofradía de la Limpia e Inmaculada Concepción, siendo refundada como Junta de la Inmaculada Concepción. Eligiéndose la Iglesia de San Francisco como sede las celebraciones y no la Catedral como era en sus inicios, el programa consta de varios actos de piedad como el rezo de la Novena los 9 días antes del 7 de diciembre y la armada de pasos para la procesión de ese mismo día.
Desde que se retomó la fiesta, solo la imagen de la virgen era sacada a procesionar, pero con el paso de los años la procesión fue adquiriendo nuevos pasos hasta llegar a tener 17 pasos en la actualidad.

### Procesión de la Inmaculada Concepción
Iniciando y terminando en la Iglesia de San Francisco, la Procesión de la Inmaculada Concepción se realiza en la noche del 7 de diciembre, conocido también como día de las velitas. En un recorrido en forma rectangular, abarcando las calles 5 y 4 con las carreras 10 y 3.
Orden del desfile:
- Cruz procesional
- Banda marcial Colegio Real de San Francisco de Asís de Popayán - Cauca.
- Ángel de Nazareth y Estrella de Belén. (imagen de (Ibarra, Ecuador). Siglo XXI)
- Santa Isabel. (imagen quiteña (posible obra del círculo de Caspicara). Siglo XVIII)
- San Zacarias. (Imagen quiteña. Siglo XVIII)
- San Juan Bautista. (Imagen de (Ibarra, Ecuador) Siglo XXI)
- Santa Ana y la Virgen Niña. (Santa Ana imagen quiteña (posible obra del círculo de Caspicara) Siglo XVIII, Virgen Niña imagen de (Ibarra, Ecuador) Siglo XXI)
- San Joaquín. (imagen española de Pedro Duque Cornejo.[9][10]Siglo XVIII)
- San José. (imagen de (Ibarra, Ecuador). Siglo XXI)
- El Taller de San José. (imágenes de (Ibarra, Ecuador). Siglo XXI)
- Arcángel San Gabriel. (imagen española. Siglo XVIII)
- Estandarte de la Junta de la Inmaculada Concepción de Popayán portado por Sr. Comandante de la 29° Brigada del Ejército Nacional de Colombia.
- Banda de músicos Batallón José Hilario López. Ejército Nacional de Colombia.
- La Anunciación. (Virgen de la Anunciación imagen española. Siglo XVIII. Arcángel San Gabriel imagen quiteña. Siglo XVII. Ángeles caudas imágenes quiteñas. Siglo XIX)
- Los Desposorios de José y María. (San Zacarias imagen española. Siglo XVII. María y José imágenes de (Ibarra, Ecuador). Siglo XXI)
- La Visitación. (Virgen María y Santa Isabel imágenes payanesas de Raúl Perugache. Siglo XXI. Arcángel San Gabriel y Criada imágenes quiteñas. Siglo XVII)
- María con José. (imágenes de (Ibarra, Ecuador). Siglo XXI)
- La Virgen de la Dulce Espera. (Virgen de la Esperanza y Ángeles custodios imágenes de (Ibarra, Ecuador) Siglo XXI)
- La Posada de José y María. (San José imagen quiteña. Siglo XVIII. Virgen María y Mula imágenes de (Ibarra, Ecuador) Siglo XXI)
- Nuestra Señora Alada del Apocalipsis. (imagen de (Ibarra, Ecuador). Siglo XXI. Réplica de la original quiteña del Siglo XVIII)
- Arzobispo de Popayán con el cura párroco de la Iglesia del Carmen y el Seminario Mayor Arquidiocesano.
- Bandera de la Inmaculada Concepción del Apocalipsis portada por sus miembros
- Nuestra Señora de la Santísima Inmaculada Concepción. (Virgen María imagen española. Siglo XVIII. Ángeles custodios imágenes payanesas de Raúl Perugache. Siglo XXI)
- Banda marcial Imperio Real de Popayán - Cauca.